# 菲夫贝根
菲夫贝根（德語：Fiefbergen）是德国石勒苏益格－荷尔斯泰因州的一个市镇。总面积5.80平方公里，总人口571人，其中男性293人，女性278人（2011年12月31日），人口密度98人/平方公里。